# Municipio de Hope (condado de Ramsey)
El municipio de Hope (en inglés: Hope Township) es un municipio ubicado en el condado de Ramsey en el estado estadounidense de Dakota del Norte. En el año 2010 tenía una población de 7 habitantes y una densidad poblacional de 0,08 personas por km².

## Geografía
El municipio de Hope se encuentra ubicado en las coordenadas 48°8′26″N 98°28′34″O / 48.14056, -98.47611. Según la Oficina del Censo de los Estados Unidos, el municipio tiene una superficie total de 93.08 km², de la cual 88,6 km² corresponden a tierra firme y (4,81 %) 4,48 km² es agua.

## Demografía
Según el censo de 2010, había 7 personas residiendo en el municipio de Hope. La densidad de población era de 0,08 hab./km². De los 7 habitantes, el municipio de Hope estaba compuesto por el 100 % blancos. Del total de la población el 0 % eran hispanos o latinos de cualquier raza.